# Tine Thing Helseth
Pour les articles homonymes, voir Helseth.
Tine Thing Helseth, née le 18 août 1987 à Oslo, est une trompettiste norvégienne solo, spécialiste du répertoire classique.
Helseth commence la trompette à l'âge de 7 ans et étudie au Barratt Due Institute of Music à Oslo. Elle a comme professeurs, entre autres, Heidi Johanessen de l'Orchestre de l'opéra national de Norvège et, depuis 2002, Arnulf Naur Nilsen de l'Orchestre philharmonique d'Oslo.
Elle apparaît sur le second single de Didrik Solli-Tangen, appelé Best Kept Secret, issu de l'album des débuts de Solli-Tangen Guilty Pleasures, enregistré le 3 septembre 2010.

## Prix, concours et récompenses
- Soliste national de Norvège sans limite d'âge : 1er prix en 2004[2]
- Compétition internationale de trompette "Theo Charlier" de Bruxelles : 2e prix en 2005[2]
- Prix d'honneur de la Oslo Music Teachers Foundation en 2005[1]
- Bourse européenne de la Yamaha Music Foundation en 2006[1]
- Concours Eurovision des jeunes musiciens : 2e place en 2006[1],[3]
- Prix culturel Prince Eugène en 2006
- Prix NRK Radio P2 pour 2006-2007[4]
- Prix Luitpold du Festival Kissinger Sommer en 2007
- Prix de camaraderie Borletti-Buitoni en 2009

## Concerts et festivals
Tine a joué avec des orchestres tels que l'Orchestre symphonique de Vienne, l'orchestre de la Beethoven Academie, le Capella Cracowiensis, le Norwegian Chamber Orchestra ou l'Orchestre Symphonique de Shanghai, le Slovenian Radio Symphony Ljubljana, l'Oslo Camerata, le Camerata Nordica, le Württemberg Philharmonic, les Trondheim Soloists, le Norwegian Army Bands ainsi que d'autres ensembles à vent.
Elle est apparue lors de différents festivals, tels que le Bergen International Festival, le Kissinger Sommer ou le Usedomer Music Festival.
Tine a joué au "Concert pour le prix Nobel de la Paix" en 2007.
Tine est également allée jouer à trois reprises aux États-Unis. La première fois a eu lieu le 13 décembre 2009 à la National Gallery of Art à Washington DC. Plus récemment, elle a joué au Carnegie Hall à New York le 18 février 2011 ainsi qu'au Struthers Library Theatre à Warren (Pennsylvanie) le 20 février 2011.
Tine est la leader de l'ensemble de cuivre féminin "tenThing".
À l'avenir, des concerts sont prévus avec l'Orchestre Philharmonique d'Oslo, la Nordwestdeutsche Philharmonie, l'Orchestre Symphonique de Bielefeld, la Värmlands Operaens Sinfonietta, ainsi que le Georgische Kammerorchester.

## CD des débuts
Contenu de son CD éponyme, sous le label Simax Classics, enregistré avec le Norwegian Chamber Orchestra, dirigé par Terje Tønnesen :
- Joseph Haydn : Concerto pour trompette en mi bémol majeur
- Tomaso Albinoni : Concerto pour trompette en si bémol majeur, opus 7 n°3
- Johann Baptist Georg Neruda : Concerto pour trompette en mi bémol majeur
- Johann Nepomuk Hummel : Concerto pour trompette en mi bémol majeur